# 景気後退の形状
景気後退の形状（けいきこうたいのけいじょう、英語: Recession shapes）は経済学者が景気後退の状況を言い表す時に使う用語。特に科学的な理論や分類の体系があるわけではなく、景気後退と回復を表す非正式な簡易表記にすぎない。
最もよく使われる表記はV字、U字、W字、L字不況であり、折れ線グラフにおける経済データの形状を表している。この4種類は不況のほかに回復を指すこともでき、その場合は「V字回復」のように使う。

## V字不況

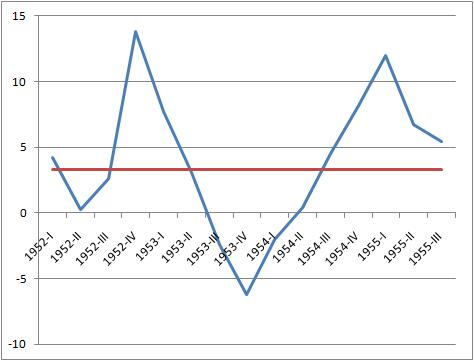
アメリカの1953年不況はV字不況である。
実質国内総生産の前期からの増減（年率。季節効果含む）
1947年から2009年までの国内総生産増減率の平均
出典: アメリカ合衆国経済分析局

V字不況において、経済はまず短期間ながら急激な後退に遭い、続いて明らかな底を経て、勢いの強い回復の局面になる。V字不況は不況の最も一般的な形であり、「回復の勢いとその前の景気後退の深刻さには強い『立ち直り』の関係がある。そのため、景気後退と回復はV字形をとることが多い。」。
V字不況の一例にアメリカの1953年不況がある。1950年代のはじめ、アメリカの経済は好況にあったが、連邦準備理事会がインフレを予想して利上げをしたため、アメリカは不況に陥った。1953年に増長率が下げ始め、第3四半期には経済が2.4パーセントも収縮した。第4四半期には6.2パーセントの収縮になり、翌年の第1四半期も2パーセントの収縮であったが第4四半期には8パーセントの増長と不況前以上に回復した。この不況では国内総生産と国内総生産の増減率の両方がV字形をしていた。

## U字不況

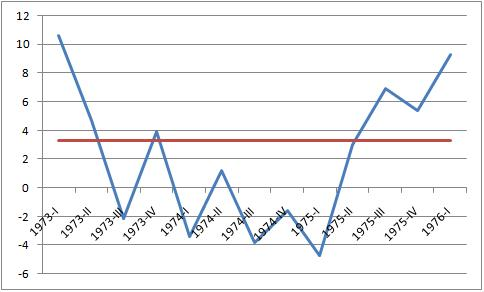
アメリカの1973年-1975年不況はU字不況とされる。
実質国内総生産の前期からの増減（年率。季節効果含む）
1947年から2009年までの国内総生産増減率の平均
出典: アメリカ合衆国経済分析局

U字不況はV字不況より期間が長く、不況の底打ちもより明らかでない。国内総生産は数四半期にわたって減少し、続いて緩慢に増長に戻る。国際通貨基金の元チーフエコノミストのサイモン・ジョンソンはU字不況をバスタブに類比し、「中に入る。留まる。バスタブの側面は滑る。あなたは下がデコボコしていることは知っているが、長く経ってもバスタブの中から出てこない。」と述べた。
アメリカの1973年-1975年不況はU字不況の一例である。1973年のはじめ、経済は後退し、その後は収縮か低い成長率のまま2年近く経ち、1975年にようやく成長期に戻った。

## W字不況

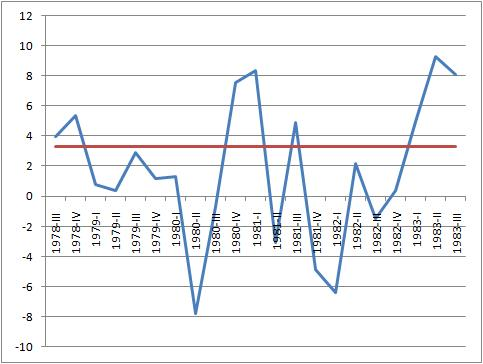
アメリカの1980年代初期の不況はW字不況とされることがある。
実質国内総生産の前期からの増減（年率。季節効果含む）;
1947年から2009年までの国内総生産増減率の平均
出典: アメリカ合衆国経済分析局

W字不況において、経済は後退に陥れた後、一旦成長に転じるが、短期間でまた後退に戻り、その後にようやく成長に転じ、W字のような「下、上、下、上」の動きとなる。
アメリカの1980年代初期の不況はW字不況とされており、全米経済研究所の定義では1980年代初期に不況が2回あったという。経済は1980年1月から7月まで不況に陥り、特に4月から6月までは年率8パーセントで収縮した。 続いて経済は成長期に入り、1981年1月から3月までは年率8.4パーセントで成長した。しかし、ポール・ボルカーが議長を務めた連邦準備理事会がインフレ圧抑策として利上げ断行した結果、経済は1981年7月から1982年11月まで再び収縮に陥った。その後、1980年代末まで概ね成長期が続いた。

## L字不況
L字不況では経済が厳しい不況の後も成長に転じず、停滞の状況が数年間、またはさらに長期間続く。折れ線グラフでは成長率の急激な下落、または脱成長の後は横ばいが続き、Lの字のようになる。これは不景気の形のうち一番厳しいものであり、時には失われた10年とも呼ばれる。

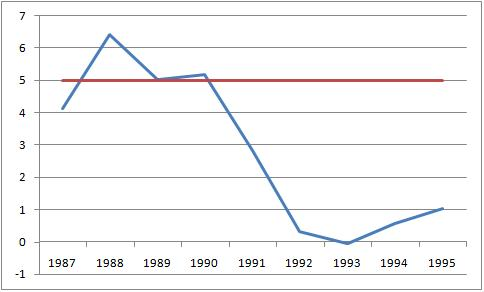
日本はバブル景気の後、失われた10年に陥った。L字不況の時期とされている。
実質国内総生産の前年からの増減
Average GDP growth 1950–2000
出典: Penn World Tables

  L字不況は1990年に日本のバブル景気が崩壊した後におこった。第二次世界大戦終結から1980年代まで堅実に成長を続けた日本の経済だったが、1980年代末に巨大なバブル経済が発生した。バブル崩壊の後、日本の経済はデフレーションに苦しみ、緩慢な成長が何年も続き、1950年から1990年までの高度成長期は二度と訪れなかった。アメリカにおいても、アメリカの住宅バブルの後をグレート・リセッションが続いたため、経済学者の一部は不況が終わっても長期間の低成長が続くのではないかと危惧した。

## 他の形
上記の用語は正式なものではないため、評論家たちは時にはほかの形を記述することもある。例えば、金融ブロガーのマイク・シェッドロックは国が「不況に陥ったり脱出したりする期間が3年から4年と長きに渡る」というWW字不況について記述した。投資家のジョージ・ソロスは2009年に当時のアメリカの不況を「逆根号」形と形容した。ソロスはロイターにその意味を「底打ちして、直後に少し上がるが、その後はV字やそれに似た形で回復せず、横ばいに落ち着く」と説明した。2000年代初期の不況の最中、ティエリ・マーティンというトレーダーはジム・クレイマーのTheStreet.comでJ字回復なるものを提唱した。マーティンによると、J字回復は「楽天家だけのもの」であり、「新しいハイテクな製品、または改善を示している決算書の連続」がその原動力となると述べた。なお、このJ字回復はJカーブ効果とは別のものである。